# 臺南王姓大宗祠
臺南王姓大宗祠位於台灣臺南市北區，於民國九十二年（2003年）5月13日公告為市定古蹟。該宗祠是臺南在日治時期所興建的宗祠之一，平日不對外開放，只有在過年過節時才會有王姓族人回來祭祖。

## 沿革

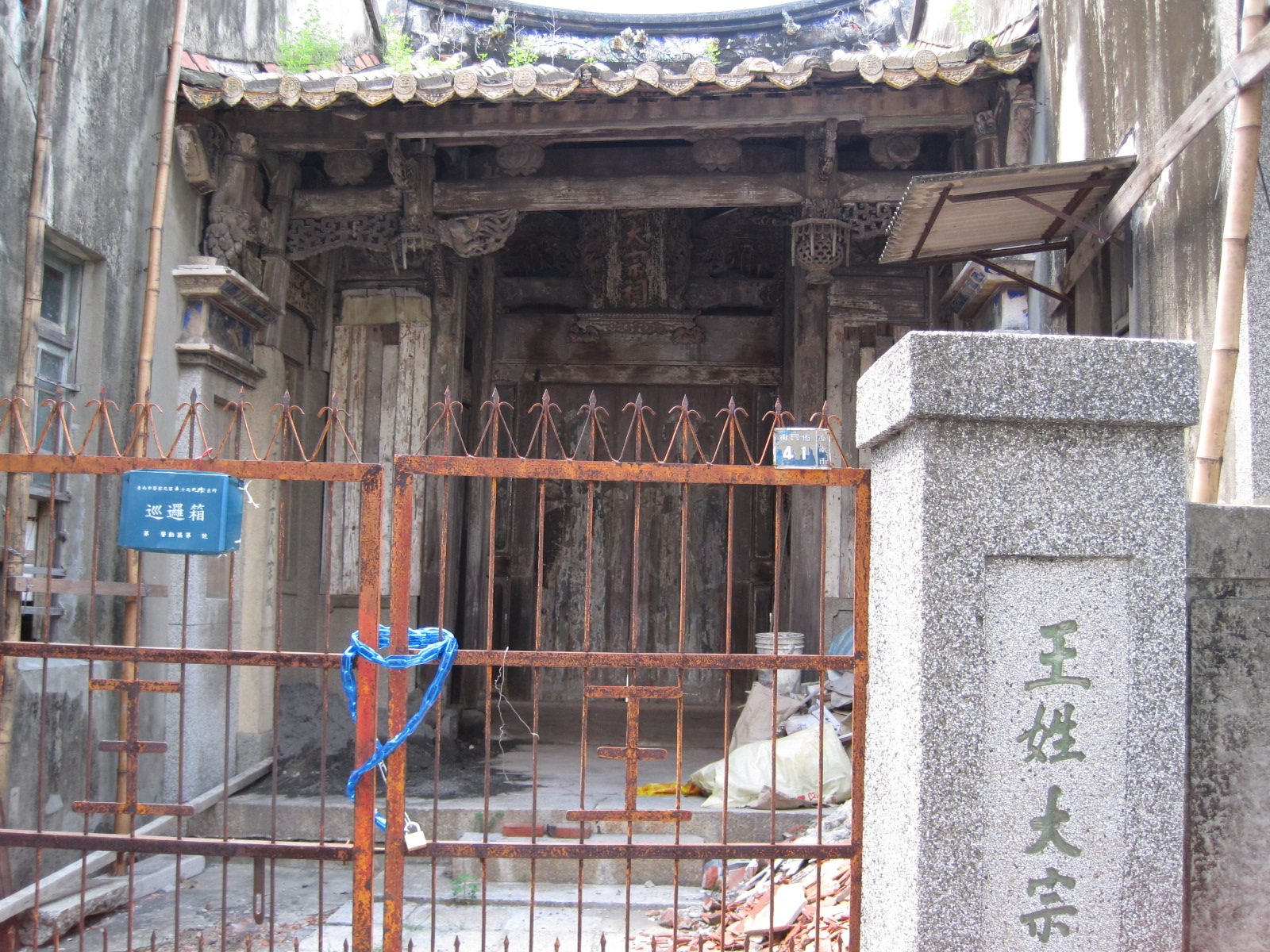
修復前的大宗祠

該宗祠於日本昭和十四年（1939年）時建成，比起清朝時便已建的吳姓宗祠和陳姓宗祠等宗祠相比算是較晚的，然而由於同時期所建的宗祠大多紛紛改建，相較之下王姓大宗祠的價值便顯得更重要。

## 建築特色
該建築雖然是日治時期的建築，但大致仍為閩南建築的風格，而在建材上則既使用木構件也使用洗石子。而由於該建築位於街屋之中，所以有些狹小，不過仍有前埕、大門，面寬三開間，中央的明間向內退縮而形成入口。門上畫有仕女門神，但因嚴重剝落而有些模糊，大門頂端則掛有「王大宗祠」的木匾。而在牆堵之上，畫有潘春源的花鳥及李茂生的書法裝飾。

## 外部連結
- 臺南市政府觀光旅遊局——王姓大宗祠 （页面存档备份，存于）